# Yura Halim
Dato Pengiran Muhammad Yusuf bin Abdul Rahim o Yusof bin Pengiran Abdul Rahim o Pengiran Yusof (Tutong, Brunei, 2 de maig de 1923 – 11 d'abril de 2016), més conegut com a Yura Halim, va ser un polític, funcionari, diplomàtic i escriptor bruneiès. Va ser Cap de Ministres de Brunei entre 1967 i 1972 i a més és l'autor de l'himne nacional del seu país, Allah Peliharakan Sultan, escrit el 1947. Aquesta cançó va ser adoptada com a himne nacional el 1951, quan el país era encara un protectorat britànic. Halim va pertànyer per molts anys al Concell Legislatiu de Brunei, com membre actiu fins a la seva mort el 2016.
Va anar a l'escola Bukit Bendera Malay School a Tutong, des dels deu anys fins al cinquè grau. El 1939 va començar a formar-se com a professor a aquesta mateixa escola i va estudiar, per ser mestre del col·legi Sultan Idris Teachers College, a Perak, a la Malàisia britànica. Després de la invasió japonesa a Malàisia el 1941, va ser enviat a Kuching, a l'estat de Sarawak, per estudiar l'idioma japonès. El 1944 va començar estudis avançats en japonès a l'Escola Internacional Kokusai Gakuyukai a Tòquio i, a l'abril de 1945, a la Universitat d'Hiroshima. El 6 d'agost de 1945 va sobreviure a la bomba atòmica d'Hiroshima, que va explotar mentre es trobava estudiant a la universitat; va ser un dels tres únics estudiants del Sud-est Asiàtic que van sobreviure a les bombes d'Hiroshima i Nagasaki —els altres dos supervivents van ser Abdul Razak, qui després va ser professor de japonès a Malàisia, i Hasan Rahaya, un polític indonesi.
Halim va tornar a Brunei a la fi de la Segona Guerra Mundial, i va treballar com a docent a l'escola Kuala Belait Malay School. El 1954 va estudiar Administració Pública en el South Devon Technical College a Devon, Anglaterra.
El 1957 va començar a exercir com a oficial en l'Oficina d'Informació i, el 1962, va ser designat com a Sotssecretari d'Estat i Director de Difusió i Informació, càrrec que va mantenir entre 1962 i 1964.
L'any 1964 va ser designat Secretari d'Estat i un any més tard va ser nomenat Cap de Ministres interí de Brunei —Menteri Besar. El 1967 va ser confirmat en aquest càrrec de forma permanent. Va exercir entre 1967 i 1972 i es va retirar del servei civil al seu país el 1973.
El 1995, va ser designat Alt Comissionat de Brunei a Malàisia pel Sultà Hassanal Bolkiah i, el 2001, va ser nomenat ambaixador al Japó.
El 22 d'abril del 2013 li va ser atorgat un doctorat honoris causa de la Universitat d'Hiroshima per promoure la pau i les relacions bilaterals entre Brunei i Japó, esdevenint el primer bruneiès a rebre aquesta distinció. Va morir l'11 d'abril de 2016 a la seva residència a Tutong, als 92 anys.